# Людинець
Люди́нець (інша назва Людинець пана Бога) — роман у жанрі альтернативної історії, що написаний українським письменником Василем Кожелянком та вперше надрукований у видавництві «Кальварія» 2001 року. Є третім романом книжкової серії «Дефіляди».

## Опис книги
Сатирично-гротескова версія подій 1991 року, коли виповняється 50 років української самостійности, тематично нагадує попередні та наступні книги буковинського прозаїка. Після Другої світової війни Україна стає незалежною, але минає півстоліття, а радости нема: впали ціни на цукор і впав курс української валюти гривні, за тим поповзли догори ціни на харчі й інші, вкрай необхідні рядовому громадянину речі.

## Про книжку[6]
- Назву роману «Людинець» автор розшифровує як «звіринець для людей».
- Василь Кожелянко визначає жанр твору як роман. Але це досить умовно, оскільки він складається із 17 оповідань, спільним для яких є «україноцентризм» і деякі герої.
- У романі є багато пародій: на громадських діячів, на американські блокбастери (проте там світ від космічного знищення рятує не американець, а генерал Військово-Космічних сил України)
- Роман є універсальним: його можна читати поверхово, не залиблюючись, а можна шукати підтекст.

## Видання
- 2001 — видавництво «Кальварія».